# Catedral de Nuestra Señora de la Asunción (Ningbo)
La Catedral de Nuestra Señora de la Asunción (en chino: 圣母升天堂) es el nombre que recibe un edificio religioso que pertenece a la Iglesia católica y se encuentra ubicado en la localidad de Ningbo en la provincia de Zhejiang en la República Popular de China.
El templo sigue el rito romano o latino y funciona como la sede de diócesis de Ningbo (Dioecesis Nimpuovensis, 天主教宁波教区) que fue creada el 11 de abril de 1946. No debe ser confundida con la Catedral del Sagrado Corazón (耶稣圣心主教座堂) en la misma ciudad que fue destruida por un incendio el 28 de julio de 2014 y que empezó como la «Iglesia de los Siete Dolores de María» en 1872.

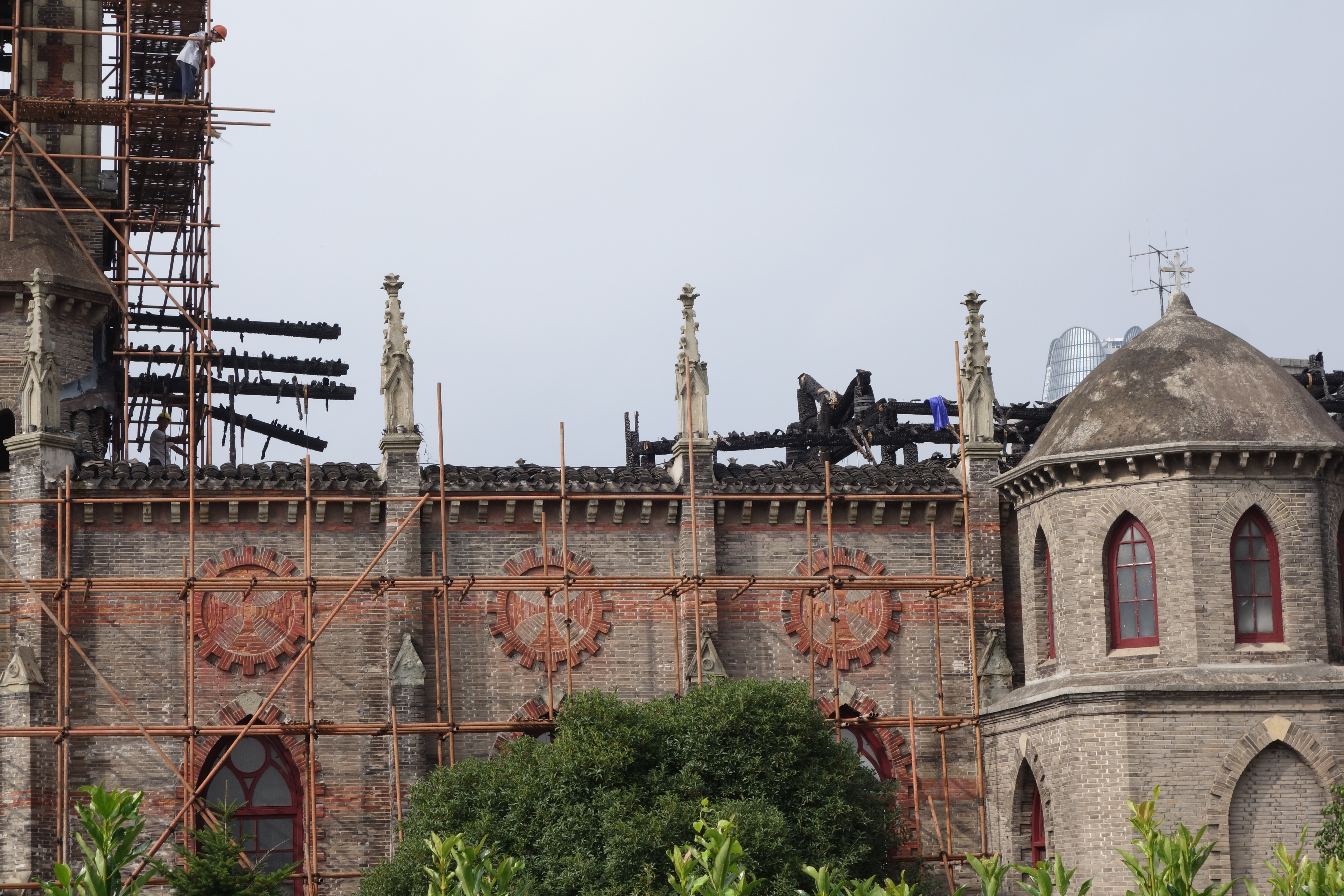
Vista de la Catedral del Sagrado Corazón (Siete Dolores de María) después del incendio de 2014

El actual edificio data de 1853, fue reconstruido en 1865 y por última vez entre 1995 y 2000.